# Racing Point RP19
El Racing Point RP19 es el primer monoplaza de Fórmula 1 diseñado por Racing Point F1 Team para competir en la temporada 2019. La unidad de potencia, el sistema de transmisión de ocho velocidades y el sistema de recuperación de energía son los que usa Mercedes; el motor es denominado BWT Mercedes, por motivos de patrocinio. Es pilotado por Sergio Pérez y Lance Stroll.

## Resultados
(Clave) (negrita indica pole position) (cursiva indica vuelta rápida)

| Año     | Motor                                  | Neu. | N.º | Pilotos      | 1   | 2   | 3   | 4   | 5   | 6   | 7   | 8   | 9   | 10  | 11  | 12  | 13  | 14  | 15  | 16  | 17  | 18  | 19  | 20  | 21  | Puntos | Pos. |
| ------- | -------------------------------------- | ---- | --- | ------------ | --- | --- | --- | --- | --- | --- | --- | --- | --- | --- | --- | --- | --- | --- | --- | --- | --- | --- | --- | --- | --- | ------ | ---- |
| 2019    | Mercedes-AMG F1 M10 EQ Power+ V6 Turbo | P    |     |              | AUS | BHR | CHN | AZE | ESP | MON | CAN | FRA | AUT | GBR | GER | HUN | BEL | ITA | SIN | RUS | JPN | MEX | USA | BRA | ABU | 73     | 7.º  |
| 2019    | Mercedes-AMG F1 M10 EQ Power+ V6 Turbo | P    | 11  | Sergio Pérez | 13  | 10  | 8   | 6   | 15  | 12  | 12  | 12  | 11  | 17  | Ret | 11  | 6   | 7   | Ret | 7   | 8   | 7   | 10  | 9   | 7   | 73     | 7.º  |
| 2019    | Mercedes-AMG F1 M10 EQ Power+ V6 Turbo | P    | 18  | Lance Stroll | 9   | 14  | 12  | 9   | Ret | 16  | 9   | 13  | 14  | 13  | 4   | 17  | 10  | 12  | 13  | 11  | 9   | 12  | 13  | 19† | Ret | 73     | 7.º  |
| Fuente: |                                        |      |     |              |     |     |     |     |     |     |     |     |     |     |     |     |     |     |     |     |     |     |     |     |     |        |      |